# X (латиница)
X, x (лат. «икс») — 24-я буква базового латинского алфавита. В английском алфавите называется экс [ɛks]. В других алфавитах у этой буквы встречаются и другие названия: в испанском языке она называется экис (ekis).
В польском, финском, румынском и ряде других языков эта буква используется только в заимствованных словах.
Почти во всех языках, использующих букву X, эта буква обозначает звук [ks]. Также является 32-й буквой албанского алфавита, обозначает звук [d͡z] и называется дза (алб. xë [d͡zə]).
Латинская буква X произошла от греческой кси (Ξ, ξ).
В римской системе счисления обозначает число 10.
Буквой X часто обозначают неизвестное значение или неизвестный объект (в математике, литературе, разговорной речи).

## Употребление
- В электротехнике буквой X обозначают реактивное сопротивление.
- В механике строчная x является обозначением положения тела.
- В математике — обозначение оси абсцисс. Также является популярным обозначением неизвестной переменной (например, в уравнениях). Традиция использовать x, y и z для обозначения неизвестных переменных восходит к Геометрии Декарта (1637 год)[2].
- В пиньине означает мягкий звук [ɕ].
- В зулу означает боковой щёлкающий согласный (ǁ).
- Во вьетнамской латинице означает звук [s].
- В некоторых языках (например, в испанском и азербайджанском), а также в международном фонетическом алфавите может означать звук, обозначаемый в русском языке буквой Х (ха).
- В автопроме: Обозначение полного привода в ряде марок автомобилей.

| Название по-русски: икс. Код НАТО: X-ray (/ˈeksˈrei/, [э́ксрэй]). Азбука Морзе: −··− |                   |                                     |        |
| \| ● \| ● \| \| ○ \| ○ \| \| ● \| ● \| Шрифт Брайля                                 | Семафорная азбука | Флаги международного свода сигналов | Амслен |
| ●                                                                                   | ●                 |                                     |        |
| ○                                                                                   | ○                 |                                     |        |
| ●                                                                                   | ●                 |                                     |        |